# Hipposideros sumbae
Hipposideros sumbae is een zoogdier uit de familie van de bladneusvleermuizen van de Oude Wereld (Hipposideridae). De wetenschappelijke naam van de soort werd voor het eerst geldig gepubliceerd door Oei in 1960.

## Voorkomen
De soort komt voor in Indonesië.